# Marcus Smart
Marcus Osmond Smart (Flower Mound, 6 maart 1994) is een Amerikaans basketballer die uitkomt voor de Los Angeles Lakers.

## Carrière
Smart speelde twee jaar collegebasketbal voor de Oklahoma State Cowboys van 2012 tot 2014. In 2014 besloot hij zich kandidaat te stellen voor de NBA-draft en werd gekozen als zesde in de eerste ronde door de Boston Celtics. Hij speelde in zijn eerste seizoen een wedstrijd voor de Maine Red Claws uit de NBA D-League. Hij speelde zijn eerste seizoen 67 wedstrijden voor de eerste ploeg waarvan de helft als starter en werd verkozen tot NBA All-Rookie Second Team.
Het zou duren tot het seizoen 2017/18 dat hij zich kon vestigen als starter bij de Celtics en 60 wedstrijden in de basis speelde. Het was ook het jaar dat hij voor de eerste keer werd verkozen tot NBA All-Defensive First Team en de NBA Hustle Award kreeg. De volgende seizoen slaagde hij erin om zijn plaats in de ploeg te behouden en bereikte met de Celtics in het seizoen 2021/22 de finale van de NBA play-offs waarin ze verloren van de Golden State Warriors. Hij won dat seizoen wel NBA Defensive Player of the Year, een tweede NBA Hustle Award en werd voor een derde keer verkozen tot NBA All-Defensive First Team.
In de zomer van 2023 werd hij geruild naar de Memphis Grizzlies in een deal waarbij ook de Washington Wizards betrokken waren. Andere spelers in de ruil waren Danilo Gallinari, Mike Muscala, Julian Phillips, Marcus Sasser, Tyus Jones en Kristaps Porzingis.

## Erelijst
- NBA Defensive Player of the Year: 2022
- NBA All-Defensive First Team: 2019, 2020, 2022
- NBA Hustle Award: 2019, 2022, 2023
- NBA All-Rookie Second Team: 2015

## Statistieken

### Regulier seizoen
| Seizoen  | Team           | WG  | WS  | MPW  | 2P%  | 3P%  | FW%  | RPW | APW | SPW | BPW | PPW  |
| -------- | -------------- | --- | --- | ---- | ---- | ---- | ---- | --- | --- | --- | --- | ---- |
| 2014/15  | Boston Celtics | 67  | 38  | 27,0 | 36,7 | 33,5 | 64,6 | 3,3 | 3,1 | 1,5 | 0,3 | 7,8  |
| 2015/16  | Boston Celtics | 61  | 10  | 27,3 | 34,8 | 25,3 | 77,7 | 4,2 | 3,0 | 1,5 | 0,3 | 9,0  |
| 2016/17  | Boston Celtics | 79  | 24  | 30,4 | 35,9 | 28,4 | 81,2 | 3,9 | 4,6 | 1,6 | 0,4 | 10,6 |
| 2017/18  | Boston Celtics | 54  | 11  | 29,9 | 36,7 | 30,1 | 72,9 | 3,5 | 4,8 | 1,3 | 0,4 | 10,2 |
| 2018/19  | Boston Celtics | 80  | 60  | 27,5 | 42,2 | 36,4 | 80,6 | 2,9 | 4,0 | 1,8 | 0,4 | 8,9  |
| 2019/20  | Boston Celtics | 60  | 40  | 32,0 | 37,5 | 34,7 | 83,6 | 3,8 | 4,9 | 1,7 | 0,5 | 12,9 |
| 2020/21  | Boston Celtics | 48  | 45  | 32,9 | 39,8 | 33,0 | 79,0 | 3,5 | 5,7 | 1,5 | 0,5 | 13,1 |
| 2021/22  | Boston Celtics | 71  | 71  | 32,3 | 41,8 | 33,1 | 79,3 | 3,8 | 5,9 | 1,7 | 0,3 | 12,1 |
| Carrière | Carrière       | 520 | 299 | 29,8 | 38,2 | 32,1 | 78,0 | 3,6 | 4,5 | 1,6 | 0,4 | 10,5 |

### Play-offs
| Seizoen  | Team           | WG | WS | MPW  | 2P%  | 3P%  | FW%  | RPW | APW | SPW | BPW | PPW  |
| -------- | -------------- | -- | -- | ---- | ---- | ---- | ---- | --- | --- | --- | --- | ---- |
| 2014/15  | Boston Celtics | 4  | 3  | 22,5 | 48,3 | 23,1 | 53,3 | 2,8 | 1,3 | 0,3 | 0,3 | 9,8  |
| 2015/16  | Boston Celtics | 6  | 1  | 32,2 | 36,7 | 34,4 | 81,0 | 4,5 | 3,0 | 1,7 | 0,8 | 12,0 |
| 2016/17  | Boston Celtics | 18 | 3  | 29,9 | 35,1 | 39,7 | 64,0 | 4,7 | 4,7 | 1,5 | 0,9 | 8,6  |
| 2017/18  | Boston Celtics | 15 | 4  | 29,9 | 33,6 | 22,1 | 73,5 | 3,7 | 5,3 | 1,7 | 0,7 | 9,8  |
| 2018/19  | Boston Celtics | 2  | 0  | 16,0 | 9,1  | 9,1  | 66,7 | 2,0 | 2,0 | 1,5 | 0,0 | 3,5  |
| 2019/20  | Boston Celtics | 17 | 16 | 38,1 | 39,4 | 33,3 | 87,5 | 5,2 | 4,6 | 1,2 | 0,5 | 14,5 |
| 2020/21  | Boston Celtics | 5  | 5  | 36,0 | 43,9 | 37,2 | 71,4 | 4,4 | 6,0 | 1,0 | 0,2 | 17,8 |
| 2021/22  | Boston Celtics | 21 | 21 | 36,2 | 40,5 | 35,0 | 80,6 | 4,5 | 5,9 | 1,2 | 0,2 | 15,4 |
| Carrière | Carrière       | 88 | 53 | 32,9 | 38,3 | 32,8 | 75,4 | 4,4 | 4,8 | 1,4 | 0,5 | 12,3 |